# بيتر شو
بيتر شو (بالإنجليزية: Peter Shaw)‏ (9 يناير 1956 في المملكة المتحدة - ) هو لاعب كرة قدم بريطاني في مركز الدفاع. لعب مع تشارلتون أثلتيك ونادي غيلينغهام ونادي بروملي وStaines Town F.C. ‏ ونادي إكزتر سيتي.